# Copa Federación de Santa Fe
La Copa Federación es una competencia oficial del fútbol argentino a nivel provincial organizada anualmente por la Federación Santafesina de Fútbol, que se disputa por el sistema de eliminación directa y en el que participan equipos representantes de cada liga regional de la provincia de Santa Fe.
Su primera edición se disputó en la temporada 2006-07 y actualmente se disputa como una sucesora de la Copa Campeón de Campeones de Santa Fe en paralelo a la Copa Santa Fe.

## Antecedentes

Equipo de Unión de Carrizales, campeón de la primera edición de la Copa Federación en 2007.

El antecesor histórico de la Copa Federación es la Copa Campeón de Campeones de Santa Fe, una competencia en la que los equipos campeones de cada una de las ligas regionales de la provincia de Santa Fe competían entre sí para lograr el título provincial. El torneo gozaba de una gran jerarquía ya que enfrentaba a los clubes más fuertes de toda la provincia.
Luego de un tiempo la Copa Campeón de Campeones de Santa Fe dejó de disputarse, y unos años después durante la década del 2000 apareció la Copa Federación, un torneo que buscaba asemejarse su antecesor pero que no tuvo el mismo éxito, jerarquía e importancia ya que muchos clubes campeones rechazaban su cupo y la Federación Santafesina de Fútbol debía realizar invitaciones a otros equipos para poder llevar a cabo el torneo. Por esta razón la Copa Federación se convirtió en una competencia en la que la mayoría de los participantes son clubes amateurs y/o que no gozan de gran peso en sus respectivas ligas regionales.
A partir del año 2016, la Copa Federación se realiza paralelamente a la Copa Santa Fe, competición que surgió de la idea de la Federación Santafesina de Fútbol de volver a realizar una competencia prestigiosa entre los clubes más grandes de la provincia. De hecho, la propia Copa Federación otorga plazas para disputar dicho torneo y desde su edición 2022 también le otorga un cupo al campeón para disputar el Torneo Regional Federal Amateur.

### Sucesión de competiciones
| Desde 1932 a 1938                 |
| --------------------------------- |
| Trofeo Gobernador de la Provincia |

| Desde 1964 hasta 1970    |
| ------------------------ |
| Copa de Oro de Campeones |

| Desde los años 1980 hasta 2006        |
| ------------------------------------- |
| Copa Campeón de Campeones de Santa Fe |

| Desde 2006 hasta 2016 |
| --------------------- |
| Copa Federación       |

| De 2016 en adelante | De 2016 en adelante |
| ------------------- | ------------------- |
| Copa Federación     | Copa Santa Fe       |

## Ligas regionales participantes
| Liga                                    | Localidad                |
| --------------------------------------- | ------------------------ |
| Asociación Rosarina de Fútbol           | Rosario                  |
| Liga Cañadense de Fútbol                | Cañada de Gómez          |
| Liga Casildense de Fútbol               | Casilda                  |
| Liga de Fútbol Regional del Sud         | Villa Constitución       |
| Liga Departamental de Fútbol San Martín | San Jorge                |
| Liga Deportiva del Sur                  | Alcorta                  |
| Liga Esperancina de Fútbol              | Esperanza                |
| Liga Galvense de Fútbol                 | Gálvez                   |
| Liga Interprovincial de Fútbol          | Chañar Ladeado           |
| Liga Ocampense de Fútbol                | Villa Ocampo             |
| Liga Rafaelina de Fútbol                | Rafaela                  |
| Liga Reconquistense de Fútbol           | Reconquista              |
| Liga Regional Ceresina de Fútbol        | Ceres                    |
| Liga Regional Paivense de Fútbol        | Laguna Paiva             |
| Liga Regional Sanlorencina de Fútbol    | San Lorenzo              |
| Liga Regional Totorense de Fútbol       | Totoras                  |
| Liga Santafesina de Fútbol              | Santa Fe de la Vera Cruz |
| Liga Venadense de Fútbol                | Venado Tuerto            |
| Liga Verense de Fútbol                  | Vera                     |

## Historial
| Escuela Municipal (San Lorenzo) Liga Sanlorencina |

| Defensores de Andino Liga Totorense | Unión (Hersilia) Liga Ceresina |

| Juventud (Malabrigo) Liga Reconquistense | Colón (San Lorenzo) Liga Sanlorencina |

| Williams Kemmis Liga Cañadense | Sportivo Villa Minetti Liga Ceresina |

| América (Cañada de Gómez) Liga Cañadense | Atlético Tostado Liga Ceresina |

| Timbuense Liga Sanlorencina | Ferro Dho Liga Ceresina |

| Atlético Casas Liga Galvense | Sportivo Las Parejas Liga Cañadense |

| Sportivo Bombal Liga Deportiva del Sur | Central San Javier Liga Verense |

| Deportivo El Pozo Liga Santafesina | Alba Argentina (Maciel) Liga Sanlorencina |

| Bartolomé Mitre (Pérez) Asociación Rosarina | Matienzo (Romang) Liga Reconquistense |

| Alianza Sport Asociación Rosarina | Huracán (Villa Ocampo) Liga Ocampense |

| Unión (Álvarez) Asociación Rosarina | Ocampo Fábrica Liga Ocampense |

| 9 de Julio (Berabevú) Liga Interprovincial | Independiente (Santo Tomé) Liga Santafesina |

| Defensores de Centeno Liga Totorense | Atlético y Tiro Reconquista Liga Reconquistense |

| Olimpia (Santa Teresa) Liga Deportiva del Sur | Huracán (La Criolla) Liga Verense |

| Sportivo Rivadavia (SG) Liga Totorense | La Perla del Oeste Liga Santafesina |

| Ferrocarril del Estado Liga Rafaelina | Juventud Pueyrredón Liga Venadense |

| La Salle Jobson Liga Santafesina | San Lorenzo de Ambrosetti Liga Ceresina |

## Palmarés
| Equipo                          | Títulos | Subcampeón | Años campeón     | Años subcampeón  |
| ------------------------------- | ------- | ---------- | ---------------- | ---------------- |
| Atlético San Jorge              | 3       | 1          | 2016, 2017, 2018 | 2019             |
| Americano (Carlos Pellegrini)   | 2       | -          | 2007-08, 2011-12 |                  |
| Atlético Tostado                | 1       | 2          | 2024             | 2013, 2025       |
| Ocampo Fábrica                  | 1       | 2          | 2008-09          | 2009-10, 2011-12 |
| Centenario (S.J. Esquina)       | 1       | -          | 2025             |                  |
| Club Arteaga                    | 1       | -          | 2023             |                  |
| Náutico El Quillá               | 1       | -          | 2022             |                  |
| Studebaker (Villa Cañás)        | 1       | -          | 2020-21          |                  |
| Romang FC                       | 1       | -          | 2019             |                  |
| Sarmiento Margarita             | 1       | -          | 2015             |                  |
| Atlético Correa                 | 1       | -          | 2014             |                  |
| Polideportivo PGSM              | 1       | -          | 2013             |                  |
| Unión (Totoras)                 | 1       | -          | 2010-11          |                  |
| Independiente (Bigand)          | 1       | -          | 2009-10          |                  |
| Unión (Carrizales)              | 1       | -          | 2006-07          |                  |
| Defensores del Oeste            | -       | 2          |                  | 2017, 2018       |
| Huracán (Villa Ocampo)          | -       | 2          |                  | 2007-08, 2010-11 |
| Atlético Susanense              | -       | 1          |                  | 2024             |
| Juventud (Malabrigo)            | -       | 1          |                  | 2023             |
| Atlético María Juana            | -       | 1          |                  | 2022             |
| Juventud Unida (Humboldt)       | -       | 1          |                  | 2020-21          |
| Cosmos (Santa Fe)               | -       | 1          |                  | 2016             |
| Juventud Unida (Cañada Rosquín) | -       | 1          |                  | 2015             |
| Unión (Santa Fe)                | -       | 1          |                  | 2014             |
| Atlético Sastre                 | -       | 1          |                  | 2008-09          |
| Unión (Gobernador Crespo)       | -       | 1          |                  | 2006-07          |

### Títulos por liga regional
| Liga regional                 | Títulos | Subcampeón | Equipos campeones                                          |
| ----------------------------- | ------- | ---------- | ---------------------------------------------------------- |
| Liga Departamental San Martín | 5       | 4          | Atlético San Jorge (3) y Americano (Carlos Pellegrini) (2) |
| Liga Interprovincial          | 2       | 0          | Centenario (S.J. Esquina) (1) y Club Arteaga (1)           |
| Liga Totorense                | 2       | 0          | Unión (Totoras) (1) y Unión (Carrizales) (1)               |
| Liga Ocampense                | 1       | 4          | Ocampo Fábrica (1)                                         |
| Liga Ceresina                 | 1       | 2          | Atlético Tostado (1)                                       |
| Liga Santafesina              | 1       | 2          | Náutico El Quillá (1)                                      |
| Liga Reconquistense           | 1       | 1          | Romang FC (1)                                              |
| Liga Verense                  | 1       | 1          | Sarmiento Margarita (1)                                    |
| Liga Venadense                | 1       | 0          | Studebaker (Villa Cañás) (1)                               |
| Liga Cañadense                | 1       | 0          | Atlético Correa (1)                                        |
| Liga Sanlorencina             | 1       | 0          | Polideportivo PGSM (1)                                     |
| Liga Deportiva del Sur        | 1       | 0          | Independiente (Bigand) (1)                                 |
| Liga Esperancina              | 0       | 3          |                                                            |
| Liga Rafaelina                | 0       | 1          |                                                            |